# Clawhammer

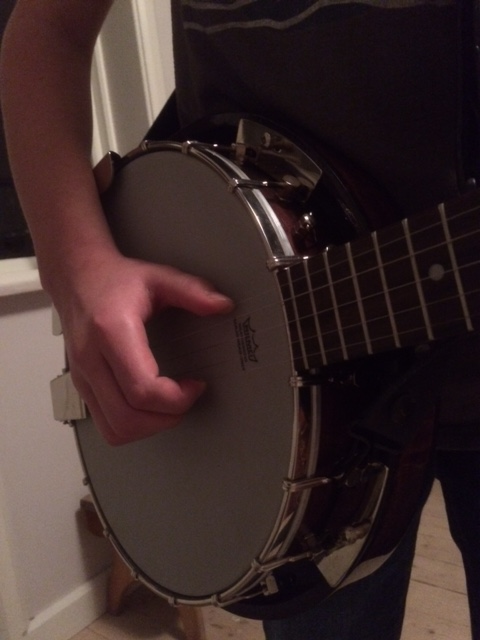
Tenue correcte des mains lors de la pratique du clawhammer.

Le Clawhammer et le Frailing sont deux types de Picking utilisés en banjo (de type Open-Back de préférence) et, plus rarement, en guitare. Il existe néanmoins une différence entre le Clawhammer et le Frailing : si dans les deux cas, on utilise le pouce et l'index en attaquant les cordes de haut en bas, dans le cas du Clawhammer, on ne brosse pratiquement jamais d'accords, et le pouce peut frapper d'autres cordes que la cinquième.